# تلمبة ركن الديني (أرزوئية)
تلمبة رکن الدیني (بالإنجليزية: Tolombeh-ye Rokn ol Dini)‏ هي منطقة سكنية تقع في إيران في كرمان. يقدر عدد سكانها بـ 207 نسمة .